# Les Dieux du fleuve
Les Dieux du fleuve (titre original : Gods of Riverworld) est un roman de science-fiction de l'écrivain Philip José Farmer, paru en 1983. C'est le cinquième et dernier tome de la saga Le Fleuve de l'éternité.
Ce roman est une énième allégorie de Farmer sur la possibilité de l'homme de devenir un Dieu, thème repris également dans la Saga des Hommes-Dieux.
L'humanité entière a été ressuscitée au bord d'un fleuve, dans une planète inconnue. Quelques Lazares (hommes et femmes ayant vécu sur Terre) parviennent au sommet de la Tour qui domine le Fleuve et se retrouvent investis de pouvoirs quasi-divins.

## Résumé
Ce roman est composé de deux parties : une nouvelle à part, qui ne reprend aucun des personnages des livres précédents et se situe chronologiquement avant que X stoppe les résurrections, et un roman qui reprend l'intrigue du tome précédent.

### La nouvelle
La nouvelle raconte les aventures :
- d'un cow-boy et acteur à succès rappelant James Dean, Tom Mix ;
- d'un Juif ayant vécu au temps du Christ, qui ressemble beaucoup physiquement à Tom Mix et qui se révèle peu à peu comme étant le Christ ou un mythomane se prenant pour lui ;
- une femme juive ayant bien connu Moïse dans sa vie terrestre.

### Le roman
Une petite équipe, comportant notamment l'explorateur Richard Francis Burton, Alice Liddell (la fameuse Alice qui inspira Lewis Carroll dans Alice au pays des merveilles) et Peter Jairus Frigate (qui présente les mêmes initiales que l'auteur, Philip José Farmer et a une personnalité proche de lui, technique aussi utilisée dans la Saga des Hommes-Dieux), a finalement atteint la Tour au bout de la Vallée.
Ils sont désormais les maîtres du Grand Ordinateur de la Tour, qui gère le processus de résurrection et qui régit toute la planète du Monde du Fleuve. Ils peuvent donc remettre en route les résurrections, et vivre comme des super-riches immortels, quasiment des dieux. Ils comprennent comment le Monde du fleuve a été créé et fonctionne. Ils sont toutefois confrontés à plusieurs difficultés.